# Лункавица
Лункавица (на румънски: Luncavița) е село в окръг Тулча, Северна Добруджа, Румъния.

## История
До 1940 година в селото има българско население, което се изселва в България по силата на подписаната през септември същата година Крайовската спогодба.